# (5456) Merman
(5456) Merman es un asteroide perteneciente al cinturón de asteroides descubierto el 25 de abril de 1979 por Nikolái Stepánovich Chernyj desde el Observatorio Astrofísico de Crimea (República de Crimea).

## Designación y nombre
Designado provisionalmente como 1979 HH3. Fue nombrado Merman en honor de Grigorij (Hirsh) Aronovich Merman, componente del Instituto de Astronomía Teórica desde 1951 hasta 1985. Obtuvo importantes resultados en diferentes áreas de la mecánica celeste. Su trabajo sobre el problema de los tres cuerpos implicó la construcción de una rigurosa teoría de la captura, el establecimiento de criterios para la viabilidad de varios tipos de movimientos finales y la derivación de una solución general en forma de una serie de polinomios convergentes. También investigó la estabilidad de las ecuaciones canónicas y estimó los restos de las series infinitas utilizadas en la mecánica celeste.

## Características orbitales
Merman está situado a una distancia media del Sol de 2,357 ua, pudiendo alejarse hasta 2,476 ua y acercarse hasta 2,238 ua. Su excentricidad es 0,050 y la inclinación orbital 7,034 grados. Emplea 1322,12 días en completar una órbita alrededor del Sol.

## Características físicas
La magnitud absoluta de Merman es 13,2. Tiene 4,22 km de diámetro y su albedo se estima en 0,626. 